# Vierkönigsbündnis

März/April 1850: in Gelb diejenigen Staaten, die Abgeordnete in das Unionsparlament haben wählen lassen, in Rot die Staaten des Vierkönigsbündnisses vom Februar 1850

Das Vierkönigsbündnis wurde am 27. Februar 1850 geschlossen, zwischen Bayern, Sachsen, Hannover und Württemberg. Die vier Königreiche, beeinflusst von Österreich, unterstützten damit im Wesentlichen den Großösterreich-Plan. Sie wollten den Deutschen Bund mit mehr Macht und Institutionen ausrüsten als der ursprüngliche Plan Österreichs.
Hintergrund war der Versuch Preußens, einen kleindeutschen Bundesstaat zu errichten. Die sogenannte Erfurter Union wäre nach dem damaligen Stand aber auf Norddeutschland beschränkt gewesen. Die Königreiche wollten dieser beabsichtigten Staatsgründung mit einem Gegenentwurf für eine Bundesreform begegnen. Letztlich aber scheiterten beide Versuche, und es wurde der alte Deutsche Bund wiederhergestellt.

## Zustandekommen und Bündnispartner
Die vier Königreiche forderten, dass künftig das gesamte Österreich einem deutschen Staatsverband angehören dürfe. Sachsen und Hannover hatten am 26. Mai 1849 zusammen mit Preußen das Dreikönigsbündnis unterzeichnet, in dem die Gründung eines Deutschen Reiches (später „Erfurter Union“ genannt) vereinbart wurde.
Hannover trat dem Vierkönigsbündnis formell nicht bei. Es störte sich an einem Beitritt Gesamtösterreichs zum Bund und wünschte sich ein Staatenhaus innerhalb des Parlaments, um die kleineren Staaten besser an den Bundesangelegenheiten zu beteiligen. Es wolle erst beitreten, wenn Verständigungversuche mit Preußen gescheitert wären. Doch tatsächlich fürchtete Hannover, dass es nach einem Beitritt den Druck Preußens zu spüren bekommen hätte.

## Inhalt
Zunächst sollte laut Vierkönigsbündnis der Bundeszweck des Deutschen Bundes erweitert werden, der bislang vor allem der militärischen Verteidigung diente. „Gemeinsame Bundesangelegenheit“ sollten künftig sein (Art. 1):
- eine gemeinsame Diplomatie gegenüber dem Ausland, aber die Einzelstaaten durften weiterhin eigene Gesandten haben
- Entscheidung über Krieg und Frieden, Oberleitung von Land- und Seestreitkräften
- Oberaufsicht über gemeinsame Handels- und Zollangelegenheiten, Verkehr, Schifffahrt, Post, Eisenbahn und Telegrafie
- „Die Förderung eines Einverständnisses über die wünschenswerte Gleichheit in Münze, Maß und Gewicht“
- Matrikularbeiträge (Finanzierung des Bundes über Beiträge der Einzelstaaten)
- „Die Gewähr derjenigen Rechte, welche den Angehörigen aller deutschen Bundesstaaten zugesichert sind“
- Gesetzgebung und Gerichtsbarkeit bezüglich der gemeinsamen Bundesangelegenheiten

Verfassungsdiagramm für den reformierten Deutschen Bund, wie er im Vierkönigsbündnis skizziert wurde

Zu den geplanten Bundesorganen gehörte, neben einem Bundesgericht und einer Nationalvertretung (Parlament), eine Bundesregierung (Art. 3) mit Sitz in Frankfurt. Österreich, Preußen, Bayern, Sachsen, Hannover, Württemberg, das Kurfürstentum Hessen und das Großherzogtum Hessen ernannten je ein Mitglied der Bundesregierung und gaben ihm Instruktionen mit. Die Bundesregierung sollte mit einfacher Stimmenmehrheit entscheiden, für eine Verfassungsänderung war Einstimmigkeit nötig.
Eine Nationalvertretung (Art. 8) sollte dreihundert Mitglieder haben, gewählt von den Parlamenten der Einzelstaaten. Österreich, Preußen und die übrigen Staaten sollten je einhundert Mitglieder entsenden; dabei war darauf zu achten, dass ein jeder Mitgliedsstaat mindestens ein Mitglied wählte. Die Bundesregierung berief die Nationalvertretung und löste sie auf; nach einer Auflösung musste die Nationalvertretung innerhalb von sechs Monaten neu gewählt und berufen werden.
Bundesgesetze und der Haushalt benötigten die Zustimmung von Bundesregierung und Nationalvertretung (Art. 4, Art. 11–12). Die Bundesregierung legte alle drei Jahre einen Haushalt vor. Zahlen mussten die Einzelstaaten je nachdem, wie viele Mitglieder sie in die Nationalvertretung entsandten. Eine Zweidrittelmehrheit in der Nationalvertretung war bei Verfassungsänderungen, Aufnahmen von neuen Mitgliedsstaaten und Religionsangelegenheiten vonnöten (Art. 13, Art. 14).
Realisiert werden sollte die Reform auf folgende Weise: Nachdem alle Mitgliedsstaaten des bisherigen Deutschen Bundes der Übereinkunft zugestimmt haben würden, sollte die Bundesregierung gebildet werden. Sie wäre dann an die Stelle der österreichisch-preußischen Bundeszentralkommission getreten (Art. 16). Danach sollte die Bundesregierung ein Bundesgrundgesetz (eine Verfassung) erarbeiten, das von allen Mitgliedsstaaten des bisherigen Deutschen Bundes angenommen werden musste. Erst dann konnte eine Nationalvertretung gewählt werden, mit der das Bundesgrundgesetz vereinbart werden würde.

## Folgen

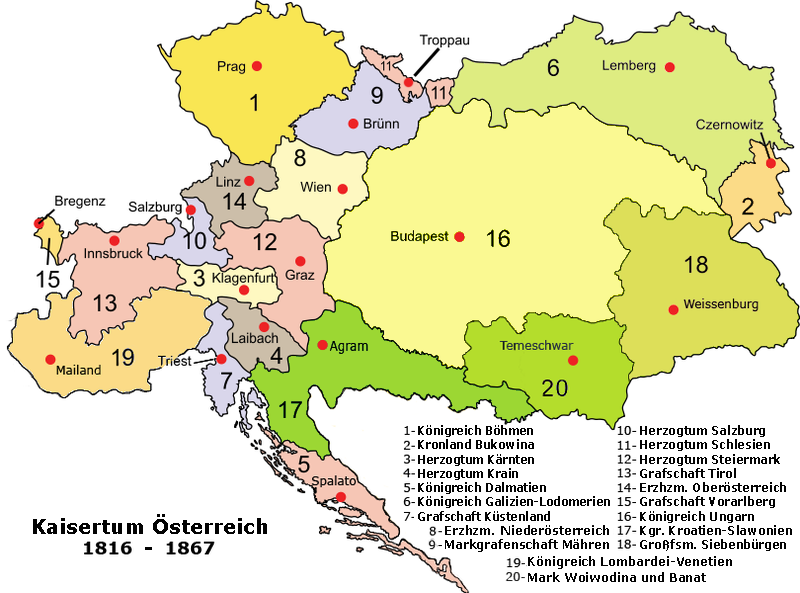
Kaisertum Österreich, 1816–1867. Es war Österreichs Ziel, alle seine Gebiete dem Deutschen Bund beitreten zu lassen.

Österreich erklärte am 15. Mai 1850, dass es den Plan des Vierkönigsbündnisses für ausführbar hielt. Es trat aber nur unter Bedingungen bei: Die Grundsätze dürften nicht (nachträglich) verändert werden; die gesetzgebende und vollziehende Gewalt der Bundesorgane müsse auf die erwähnten Gegenstände begrenzt werden; mit den erwähnten Rechten, die Staatsangehörigen gewährt werden, dürfen keine Grundrechte gemeint sein; außerdem wollte Österreich die Möglichkeit erhalten, mit seinem gesamten Gebiet dem Bund beizutreten.
Die Übereinkunft war ein Zugeständnis Österreichs an die Königreiche. Der österreichische Ministerpräsident Felix zu Schwarzenberg stand daher auch nicht vorbehaltlos hinter dem Verfassungsentwurf. In Preußen interessierten sich durchaus Minister für den Entwurf, vor allem die Hochkonservativen, die sich möglichst wenig Nationalstaat wünschten. Gegner war Joseph von Radowitz, der nationalkonservative Vordenker der Erfurter Union. Hannover begrüßte es, dass Österreich seit dem Frühjahr 1850 danach strebte, den Deutschen Bund wiederherzustellen. Letztlich setzte sich der Verfassungsentwurf des Vierkönigsbündnisses ebenso wenig durch wie die Erfurter Union.

## Belege
1. ↑  Hans-Georg Aschoff: Hannover, das Dreikönigsbündnis und die Erfurter Union. In: Gunther Mai (Hrsg.): Die Erfurter Union und das Erfurter Unionsparlament 1850. Böhlau, Köln u. a. 2000, S. 111–136, hier S. 133.
2. ↑  Nr. 180. Österreichische Erklärung über den Beitritt zum Vierkönigsbündnis vom 15. Mai 1850. In: Ernst Rudolf Huber: Dokumente zur deutschen Verfassungsgeschichte. Band 1: Deutsche Verfassungsdokumente 1803–1850. W. Kohlhammer Verlag, Stuttgart 1961, S. 446/447, S. 447.
3. ↑  Ernst Rudolf Huber: Deutsche Verfassungsgeschichte seit 1789. Band II: Der Kampf um Einheit und Freiheit 1830 bis 1850. 3. Auflage, Verlag W. Kohlhammer, Stuttgart [u. a.] 1988, S. 893/894.
4. ↑  Hans-Georg Aschoff: Hannover, das Dreikönigsbündnis und die Erfurter Union. In: Gunther Mai (Hrsg.): Die Erfurter Union und das Erfurter Unionsparlament 1850. Böhlau, Köln u. a. 2000, S. 111–136, hier S. 133.